# Selecció de futbol de Sud-àfrica
La Selecció de futbol de Sud-àfrica és l'equip representatiu del país a les competicions oficials. Està dirigida per la South African Football Association, pertanyent a la CAF.

## Història
Sud-àfrica, va ser suspesa per la FIFA el 1962 per la política de l'Apartheid que regia al país. Van ser readmesos un any més tard, però després que es decidís que l'equip fora de jugadors de raça blanca per a la Copa del Món 1966 i de raça negra per a la Copa del Món 1970, van ser suspesos de nou el 1964. El 1976, després de la matança d'estudiants a Soweto, van ser expulsats de la FIFA.
El 1991, quan l’apartheid va finalitzar, es va formar la Federació no Racista de Futbol de Sud-àfrica. El 7 de juliol de 1992, la selecció nacional va jugar el seu primer partit internacional en dècades, vencent al Camerun per 1:0.
Des de la re-admissió, Sud-àfrica va assolir classificar-se a les Copes del Món de 1998 i 2002, on van ser eliminats a la primera fase. Van ser els organitzadors i vencedors de la Copa d'Àfrica de Nacions 1996 i van ser els amfitrions de la Copa del Món 2010, sent la primera nació africana en ser-ho.

## Estadístiques
- Participacions en la Copa del Món = 2
- Primera Copa del Món = 1998
- Millor resultat a la Copa del Món = Primera fase (1998 i 2002)
- Participacions en la Copa d'Àfrica = 7
- Primera Copa d'Àfrica = 1996
- Millor resultat a la Copa d'Àfrica = Campió (1996)
- Participacions olímpiques = 0
- Primers Jocs Olímpics = Sense participacions
- Millor resultat olímpic = Sense participacions

## Participacions en la Copa del Món
- Des de 1930 a 1962 - No participà
- Des de 1966 a 1974 - Suspesa per la FIFA
- Des de 1978 a 1990 - Expulsada de la FIFA
- 1994 - No es classificà
- 1998 - Primera fase
- 2002 - Primera fase
- 2006 - No es classificà
- 2010 - Primera fase
- 2014 - No es classificà

## Participacions en la Copa d'Àfrica
- 1957 - Exclosa per l'Apartheid
- Des de 1959 a 1992 - Suspesa/Expulsada de la FIFA
- 1994 - No es classificà
- 1996 - Campió
- 1998 - Final - 2n lloc
- 2000 - Semifinals - 3r lloc
- 2002 - Quarts de final
- 2004 - Primera fase
- 2006 - Primera fase - 16é lloc
- 2008 - Primera fase
- 2010 a 2012 - No es classificà
- 2012 - Quarts de final
- 2013 - Primera fase
- 2015 - Primera fase
- 2017 - No es classificà

## Participacions en la Copa Confederacions
- 1997 - Primera fase
- 2009 - Quart lloc

## Jugadors històrics
- Shaun Bartlett
- John Mosoheu
- Lucas Radebe
- Andre Arendse
- Mark Fish
- Benny McCarthy
- Phil Massinga
- Siyabonga Nomvethe
- Doctor Khumalo